# Jori van Boxtel
Jori van Boxtel (Eindhoven, 1991) in een Nederlandse beeldende kunstenaar, gespecialiseerd in illustraties en muurschilderingen.

## Biografie
Jori van Boxtel is in 1991 in Eindhoven geboren. Ze is dochter van beeldend kunstenaar Gery Bouw.
In 2014 studeerde ze af aan de Bredase St. Joost Academy of Art & Design in de richting Illustratie. Voor haar afstudeerwerk De boom van Eindhoven werd ze genomineerd voor de Sint Joostpenning 2014.
Galerie Tydeman Eindhoven selecteerde haar voor de Dutch Design Week 2014 in The House of Talent. Ze exposeerde onder andere in Erfgoedhuis Eindhoven (2015) en Salon 2060 in Antwerpen (2015).

## Oeuvre

### Muurschilderingen

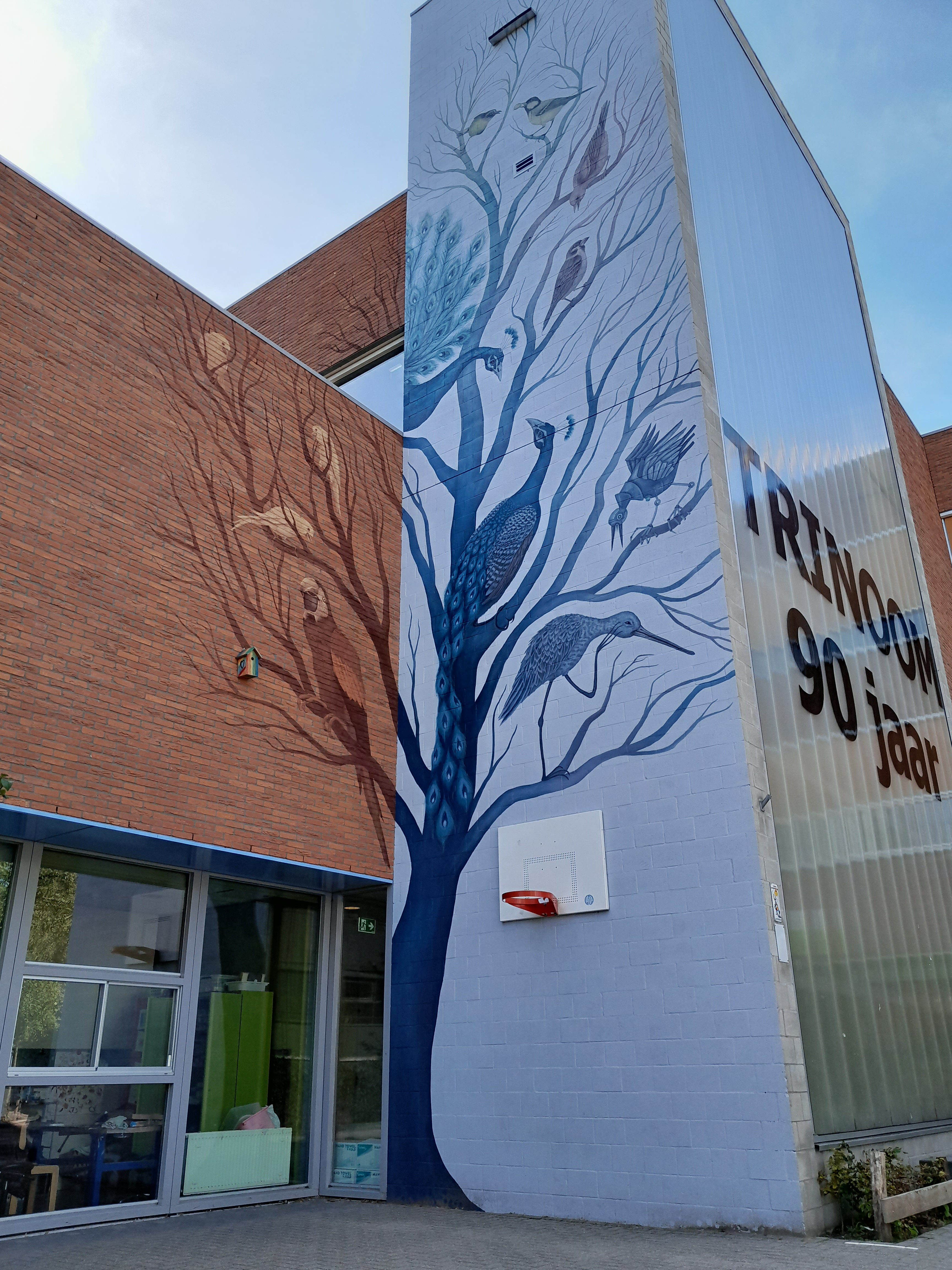
De muurschildering op de gevel van De Trinoom in Eindhoven

Van Boxtel laat zich voor haar muurschilderingen inspireren door de geschiedenis van de locaties waar ze werkt. Enkele van haar werken zijn;
- Muurschildering Bels Lijntje (2017). Ter ere van het 150-jarig bestaan van het Bels Lijntje maakte Van Boxtel een muurschildering aan het fietspad in de Tilburgse Blaak ter plaatse van het viaduct van het Bels Lijntje en de A58. Het werk verbeeldt de fauna van het omliggende natuurgebied en de cultuurhistorische en hedendaagse waarde van het Bels Lijntje.[7][8][9][5][2]
- Muurschildering Plesserstraat/Ringbaan-Noord, Tilburg (2020). De schapen in dit werk zijn een verwijzing naar de weilanden die vroeger vol met schapen stonden, de basis van de textielindustrie in Tilburg.[6][10]
- Muurschildering op de gevel van De Trinoom, Eindhoven (2022). Een muurschildering van een levensgrote boom met daarin verschillende vogelsoorten. Het is geïnspireerd op Vreemden en vrienden, een boek met fabels van Anja Frieling, waarin de betekenis van Eindhovenaar zijn centraal staat.[11]

### Animatiedesign
- Knofje, de animatieserie (2018-2019), grafisch ontwerp.[12][13]

### Illustraties
- De boom van Eindhoven (2014). Een tekening waarin de natuur, architectuur, historie en geografie van Eindhoven vervlochten in een boom is weergegeven.[14][15][16]

### Overig
- Panta Rhei (2021), glaskunstwerk in centrale gang van het Amphia ziekenhuis te Breda. Samenwerking met Gery Bouw.[17][3][18]